# Gora Kljuv
Gora Kljuv är ett berg i Antarktis. Det ligger i Östantarktis. Australien gör anspråk på området. Toppen på Gora Kljuv är 312 meter över havet.
Terrängen runt Gora Kljuv är kuperad österut, men västerut är den platt. Terrängen runt Gora Kljuv sluttar västerut.  Trakten är obefolkad. Det finns inga samhällen i närheten.